# Rakša (wieś)
Rakša – wieś i gmina (obec) w powiecie Turčianske Teplice, kraju żylińskim, w północno-centralnej Słowacji. Znajduje się w Kotlinie Turczańskiej u południowo-zachodnich podnóży Wielkiej Fatry, a jej zabudowania rozłożyły się nad brzegami potoku Rakša. Wieś po raz pierwszy wzmiankowana w roku 1277 pod nazwą Roxa.